# WTA de Talin
O WTA de Talin – ou Tallinn Open, atualmente – foi um torneio de tênis profissional feminino, de nível WTA 250.
Realizado em Talin, capital da Estônia, estreou em 2022 e durou uma edição. Tinha licença para mais dois anos, mas a falta de apoios financeiros cancelou o evento em 2023. Os jogos eram disputados em quadras duras cobertas durante o mês de setembro.

## Finais

### Simples
| Ano  | Campeã             | Vice-campeã     | Resultado |
| ---- | ------------------ | --------------- | --------- |
| 2022 | Barbora Krejčíková | Anett Kontaveit | 6–2, 6–3  |

### Duplas
| Ano  | Campeãs                           | Vice-campeãs                             | Resultado        |
| ---- | --------------------------------- | ---------------------------------------- | ---------------- |
| 2022 | Lyudmyla Kichenok Nadiia Kichenok | Nicole Melichar-Martinez Laura Siegemund | 7–5, 4–6, [10–7] |